# Copaifera
Copaifera is een geslacht uit de vlinderbloemenfamilie (Leguminosae of Fabaceae). De soorten komen voor in tropische delen van Amerika, West- en Centraal-Afrika en op Borneo voor. Sommige boomsoorten leveren copaibahars, wat voor verschillende doeleinden wordt gebruikt.

## Soorten
- Copaifera arenicola (Ducke) J.A.S.Costa & L.P.Queiroz
- Copaifera aromatica Dwyer
- Copaifera baumiana Harms
- Copaifera bracteata Benth.
- Copaifera brasiliensis Dwyer
- Copaifera bulbotricha Rizzini & Heringer
- Copaifera camibar Poveda, N.Zamora & P.E.Sánchez
- Copaifera canime Harms
- Copaifera coriacea Mart.
- Copaifera depilis Dwyer
- Copaifera duckei Dwyer
- Copaifera elliptica Mart.
- Copaifera epunctata Amshoff
- Copaifera glycycarpa Ducke
- Copaifera guianensis of Hoepelhoutboom Desf.
- Copaifera gynohirsuta Dwyer
- Copaifera krukovii (Dwyer) J.A.S.Costa
- Copaifera laevis Dwyer
- Copaifera langsdorffii Desf.
- Copaifera lucens Dwyer
- Copaifera luetzelburgii Harms
- Copaifera magnifolia Dwyer
- Copaifera majorina Dwyer
- Copaifera malmei Harms
- Copaifera marginata Benth.
- Copaifera martii Hayne
- Copaifera mildbraedii Harms
- Copaifera multijuga Hayne
- Copaifera nana Rizzini
- Copaifera oblongifolia Mart. ex Hayne
- Copaifera officinalis L.
- Copaifera palustris (Symington) de Wit
- Copaifera panamensis (Britton) Standl.
- Copaifera paupera (Herzog) Dwyer
- Copaifera piresii Ducke
- Copaifera pubiflora Benth.
- Copaifera religiosa J.Léonard
- Copaifera rondonii Hoehne
- Copaifera sabulicola J.A.S.Costa & L.P.Queiroz
- Copaifera salikounda Heckel
- Copaifera trapezifolia Hayne
- Copaifera venezuelana Harms & Pittier